# Valle del Zalabí
Valle del Zalabí é um município da Espanha na província de Granada, comunidade autónoma da Andaluzia, de área 108,36 km² com população de 2345 habitantes (2007) e densidade populacional de 21,71 hab/km².

## Demografia
| Variação demográfica do município entre 1991 e 2004 | Variação demográfica do município entre 1991 e 2004 | Variação demográfica do município entre 1991 e 2004 | Variação demográfica do município entre 1991 e 2004 |
| --------------------------------------------------- | --------------------------------------------------- | --------------------------------------------------- | --------------------------------------------------- |
| 1991                                                | 1996                                                | 2001                                                | 2004                                                |
| 2473                                                | 2431                                                | 2366                                                | 2352                                                |